# Condylostylus profundus
Condylostylus profundus är en tvåvingeart som beskrevs av Becker 1922. Condylostylus profundus ingår i släktet Condylostylus och familjen styltflugor. Inga underarter finns listade i Catalogue of Life.